# Router

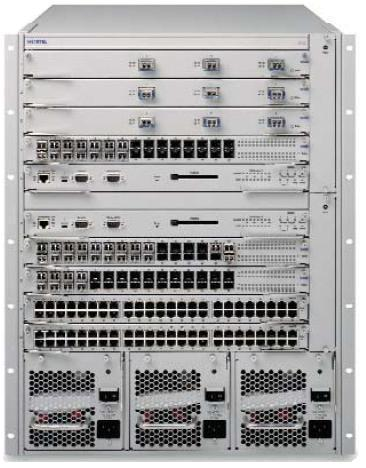
Router Avaya

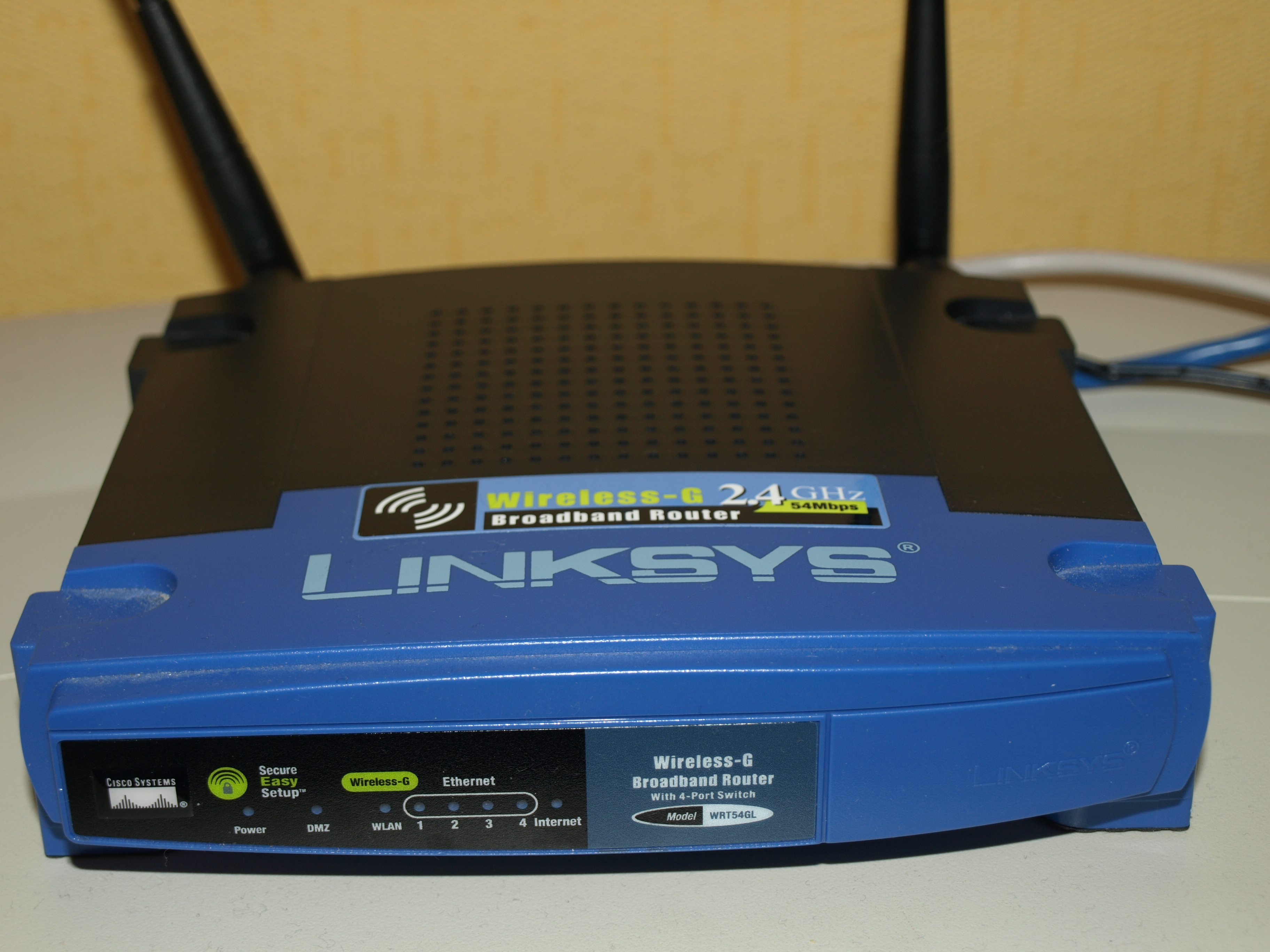
Router Linksys WRT54GL

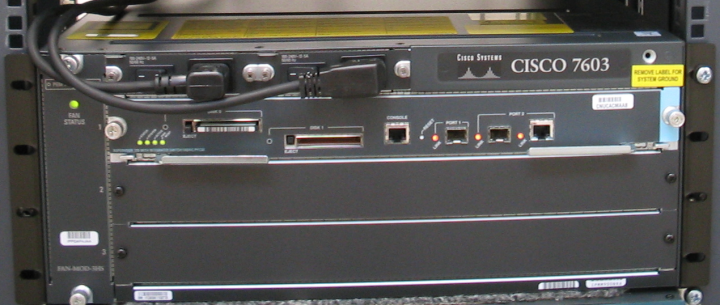
Router Cisco 7603

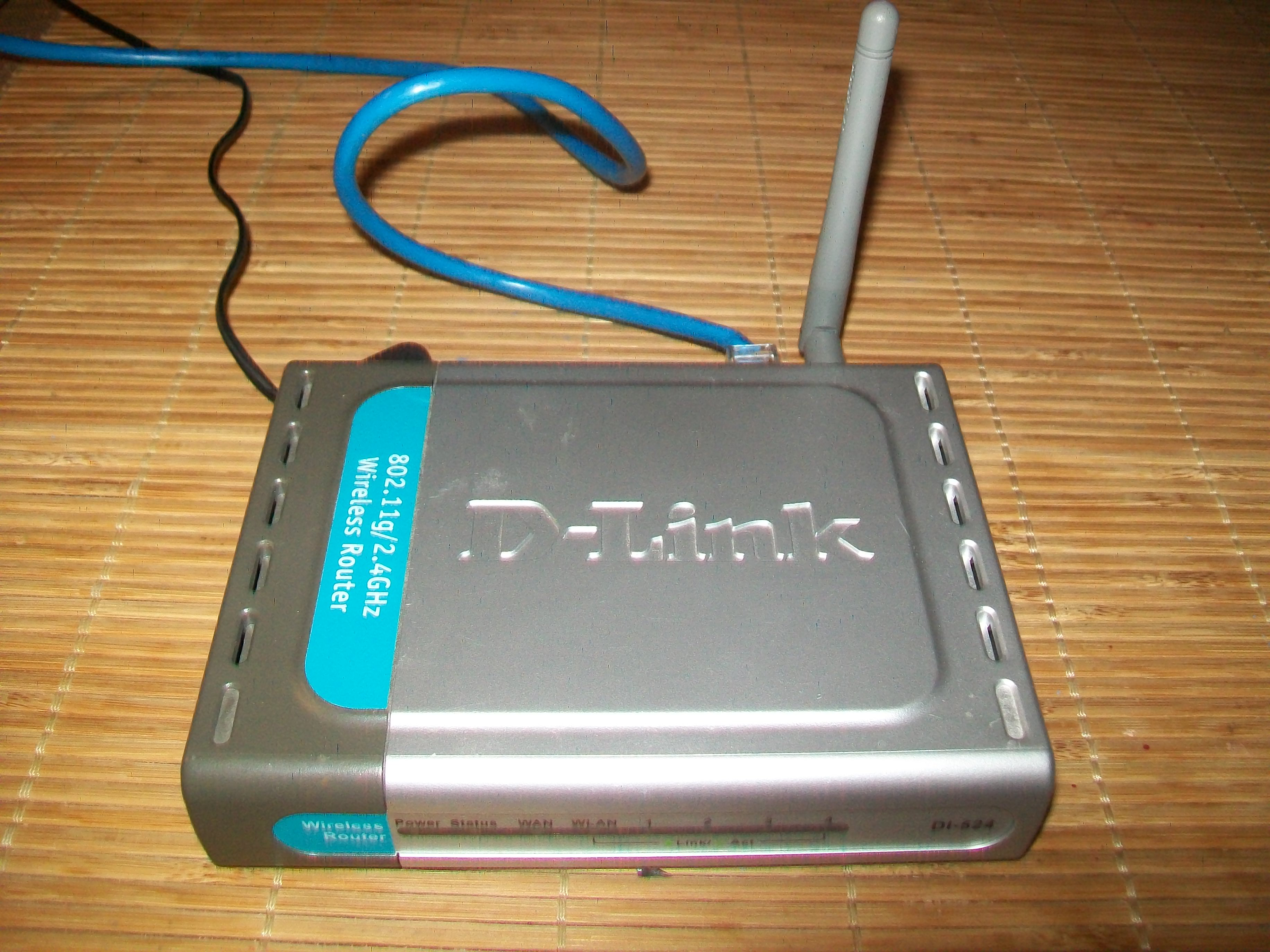
Router D-Link DI-524

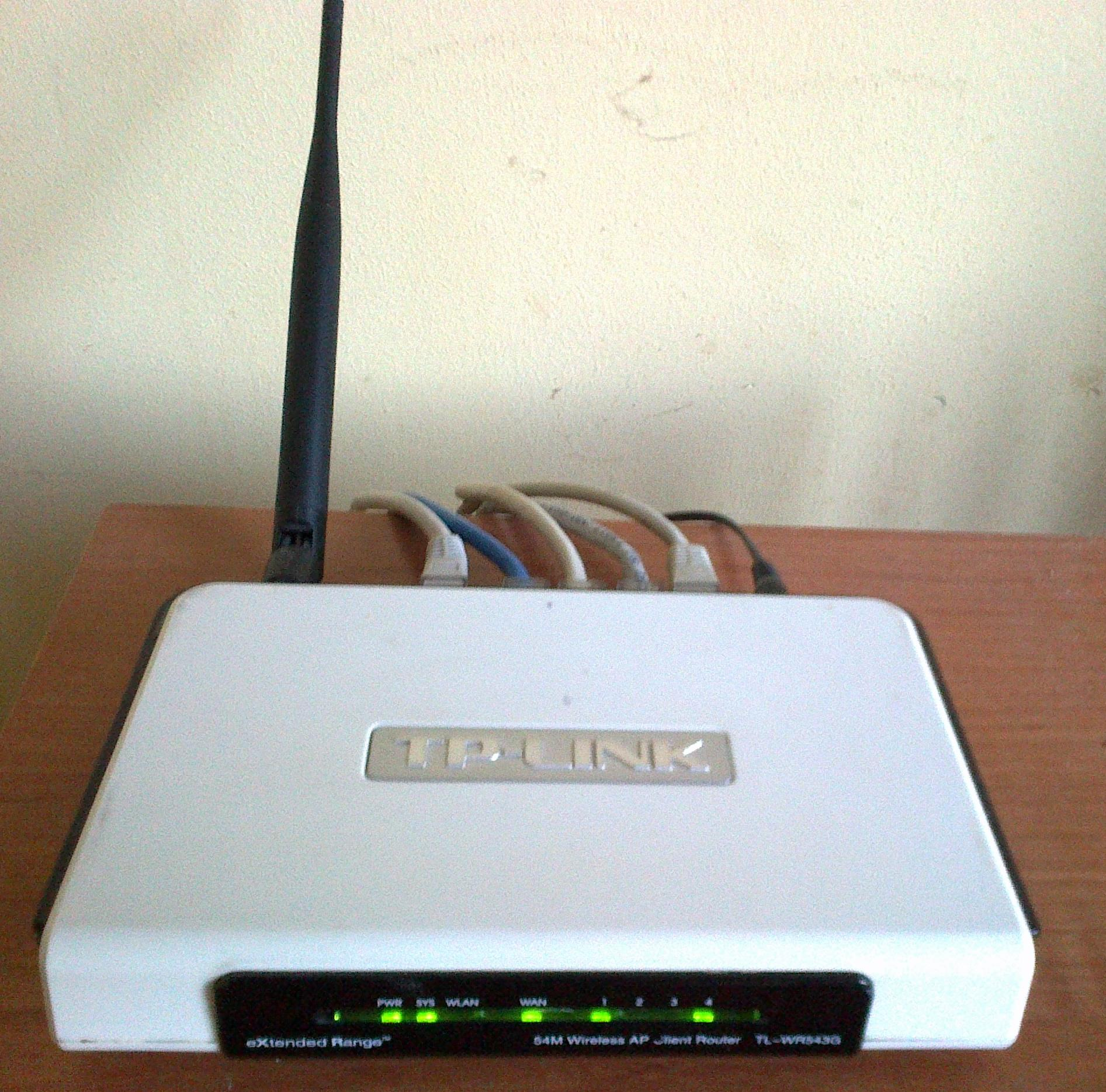
Punkt dostępu, przełącznik i router w jednym firmy TP-Link

Router (ruter, w dosłownym tłumaczeniu – trasownik, pol. wym. ['rutɛr]) – urządzenie sieciowe działające w trzeciej warstwie modelu OSI. Służy do łączenia różnych sieci komputerowych (różnych w sensie informatycznym, czyli np. o różnych klasach, maskach itd.), pełni więc rolę węzła komunikacyjnego. Na podstawie informacji zawartych w pakietach TCP/IP jest w stanie przekazać pakiety z dołączonej do siebie sieci źródłowej do docelowej, wybierając ją spośród połączonych ze sobą sieci. Proces kierowania ruchem nosi nazwę trasowania, routingu lub routowania.

## Zarządzanie ruchem
Trasowanie jest najczęściej kojarzone z protokołem IP (IPv4 bądź IPv6), choć procesowi trasowania można poddać pakiet dowolnego protokołu trasowanego np. protokołu IPX w sieciach obsługiwanych przez NetWare.

## Budowa
W 1969 ARPA wyłoniła firmę Bolt Beranek & Newman (BBN) jako finalistę do budowy routerów dla sieci ARPANET. Urządzenia nazwane IMP (Interface Message Processors) zostały zaprojektowane i zaprogramowane przez zespół specjalistów wśród których znalazł się m.in. Bob Kahn, Leonard Kleinrock, Paul Baran i Larry Roberts. Urządzenia oparte były na ogólnej architekturze minikomputerów Honeywell DDP-316 (i 516).
Wieloprotokołowe, komercyjne routery zaczęło sprzedawać w 1984 roku Cisco Systems. Urządzenia były oparte na ogólnej architekturze komputerów Sun Microsystems, w tym używały procesora Motorola 68000. Choć w roli routerów można używać zwykłych komputerów, to nowoczesne modele są wysoce wyspecjalizowanymi urządzeniami, w których interfejsy sieciowe połączone są bardzo szybką magistralą wewnętrzną. Wyróżnia się routery modularne (przeznaczone dla operatorów oraz środowisk korporacyjnych) oraz o stałej budowie (zwykle pozycjonowane na brzegu sieci operatorskiej lub dla użytkowników domowych). Routery realizują obsługę ruchu za pomocą procesorów sieciowych (NP) lub wysokospecjalizowanych układów zintegrowanych (ASIC/FPGA).
Routery posiadają z reguły wiele różnego rodzaju interfejsów, m.in. Ethernet (od 10 Mbit/s do 100 Gbit/s), ATM, Frame Relay, SONET/SDH czy 3G/4G/5G. W zależności od typu urządzenia, interfejsy znajdują się na osobnych kartach (tzw. kartach liniowych) lub zabudowane na stałe w urządzeniu. Nowoczesne routery brzegowe posiadają wiele różnego rodzaju dodatkowych funkcji – takich jak mechanizmy wspierające funkcje lokalnej centrali wideotelefonii IP, zapory sieciowej, systemu IDS/IPS, optymizacji połączeń w sieciach rozległych itp. Routery szkieletowe budowane są ze zwróceniem szczególnej uwagi na skalowalność – z zachowaniem minimalnych rozmiarów i zapotrzebowania na energię elektryczną i chłodzenie. Coraz częściej routery optymalizowane są pod kątem przetwarzania ruchu Ethernet i IPv4/IPv6.

## Przełączniki wielowarstwowe
Szczególnym przypadkiem routera jest przełącznik ethernetowy warstwy trzeciej, czyli urządzenie posiadające wiele interfejsów sieciowych będących logicznym zakończeniem wirtualnej sieci lokalnej (VLAN). Urządzenia te, ograniczone w skalowalności tablic routingu w porównaniu do klasycznych routerów, mają z reguły wysoką wydajność i jednocześnie zajmują bardzo mało miejsca (od 1U w 19-calowej szafie telekomunikacyjnej).

## Działanie
Trasowanie musi zachodzić między co najmniej dwiema podsieciami, które można wydzielić w ramach jednej sieci komputerowej. Urządzenie tworzy i utrzymuje tablicę trasowania, która przechowuje ścieżki do konkretnych obszarów sieci oraz metryki z nimi związane (w zależności od zastosowanego protokołu routingu, metryką może być liczba routerów na drodze do miejsca docelowego lub np. wartość będąca złożeniem dostępnej przepustowości, stopy występowania błędów i teoretycznej przepustowości interfejsu).
Skuteczne działanie routera wymaga informacji na temat otaczających go urządzeń – innych routerów i hostów. Może być ona dostarczona w sposób statyczny przez administratora, wówczas nosi ona nazwę tablicy statycznej lub może być pozyskana przez sam ruter od sąsiadujących urządzeń pracujących w trzeciej warstwie; tablice tak konstruowane nazywane są dynamicznymi.
Podczas wyznaczania tras dynamicznych router korzysta z protokołów trasowania. Najpopularniejszymi protokołami klasy IGP (wewnętrznymi względem systemu autonomicznego, w którym pracują) są OSPF i IS-IS. Protokołem klasy EGP jest obecnie BGP4.

### Protokoły
Protokoły routingu dynamicznego dzielimy na używane wewnętrznie (wewnątrz systemu autonomicznego, którym jest z reguły jedno przedsiębiorstwo lub organizacja, posiadająca jedną politykę routingu) i zewnętrznie (pomiędzy systemami autonomicznymi).
Popularne protokoły routingu wewnętrznego (IGP - Interior Gateway Protocols) to:
- IS-IS
- OSPF
- EIGRP
- RIP
- IGRP

Natomiast do routingu zewnętrznego (EGP - Exterior Gateway Protocols) używa się protokołu BGP.

## Systemy operacyjne zoptymalizowane do routingu
- Cisco IOS-XE i NX-OS oraz IOS XR
- Juniper JunOS
- BSD Router Project
- Cumulus Linux
- DD-WRT
- Freesco – mieści się na dyskietce,
- NND – polska dystrybucja,
- OpenWrt – do obsługi sieci bezprzewodowych,
- IPCop – konfigurowalny przez www,
- m0n0wall – konfigurowalny przez www, tryb LiveCD (oparty na FreeBSD),
- Mikrotik RouterOS – system operacyjny dla routerów,
- Vyatta – darmowy router OSPF/BGP, od 2013 r. rozwijany pod nazwą VyOS[3],
- ZeroShell – darmowa dystrybucja LiveCD, konfigurowalna przez www.

## Ogólnodostępne systemy operacyjne
- FreeBSD
- OpenBSD
- NetBSD

## Symulatory
- Cisco Modeling Labs
- Juniper vLabs
- EVE-NG
- GNS3 – emulator ruterów, przełączników i firewalli Cisco
- Packet Tracer – symulator sieci i routerów Cisco